# Hagenulopsis marginata
Hagenulopsis marginata is een haft uit de familie Leptophlebiidae. De wetenschappelijke naam van de soort is voor het eerst geldig gepubliceerd in 2004 door Thomas & Boutonnet.
De soort komt voor in het Neotropisch gebied.